# RAESR
RAESR – amerykański startup planujący produkcję elektrycznych hipersamochodów, z siedzibą w Los Angeles, działający od 2014 roku.

## Historia
Przedsiębiorstwo RAESR powstało w 2014 roku z inicjatywy inżyniera i konstruktora Erica Rice'a, który nadał firmie skrótową nazwę od wyrazów Rice Advanced Engineering Systems and Research. Głównym celem przedsiębiorstwa stało się skonstruowanie elektrycznego hipersamochodu o drogowo-torowym charakterze, na czym skoncentrowano się przez kolejne 3 lata. Rezultatem prac było przedstawienie prototypu Tachyon Speed, który zbudowany został w jednym egzemplarzy jako próbny model. Wyróżniającą cechą prototypu stała się m.in. moc układu napędowego 1250 KM, a także deklarowana prędkość maksymalna przekraczająca 385 km/h.
RAESR chce wdrożyć projekt swojego elektrycznego hipersamochodu do produkcji seryjnej. Prace nad finalnym egzemplarzem Tachyona Speed przeznaczonego do poruszania się po publicznych drogach trwają od 2017 roku, nie doczekując się rezultatu przez kolejne lata.

## Modele samochodów

### Studyjne
- Tachyon Speed (2017)